# Maria Lange
Maria Lange-Kucnerowicz, powsz. Lanżanka (ur. 27 maja 1904 w Koninku, zm. 16 lutego 1965 w Poznaniu) – polska lekkoatletka, szermierka, łuczniczka, wioślarka, hazenistka, narciarka, łyżwiarka i strzelec.

## Kariera
W latach 1925-1932 reprezentowała klub AZS Poznań, mając wybitne wyniki w lekkiej atletyce, szermierce i strzelectwie. Była pierwszą poznanianką, która została powołana do reprezentacji Polski w lekkiej atletyce. Wielokrotna medalistka mistrzostw Polski i dwukrotna rekordzistka kraju w sztafecie 3x800m (8:43.6 i 8:21.4 w 1931). Uchodzi za najwszechstronniejszą sportsmenkę Wielkopolski okresu międzywojennego. W AZS Poznań działała również organizacyjnie oraz szkoleniowo.
W 1932 zdobyła złoty medal mistrzostw Polski we florecie (jako Mira Lanżanka), a w 1931 i w 1933 uzyskała brązowy medal.
W latach 1928–1939 i 1945-1950 była instruktorem w Studium Wychowania Fizycznego Uniwersytetu Poznańskiego. Od 1936 do 1938 kierownika referatu sportowego w Poznańskim OZLA. Udzielała się jako sędzia sportowa.
Interesowała się także tańcem, w kierunku zwanym „plastyka”. Była pedagogiem Państwowej Szkoły Baletowej w Poznaniu oraz choreografem.
W 2017 została patronką ulicy na poznańskim Fabianowie.